# Harry Allen (attore)
Henry Radford Allen, detto Harry (Melbourne, 10 luglio 1877 – Van Nuys, 4 dicembre 1951), è stato un attore australiano naturalizzato statunitense.

## Filmografia parziale
- After Midnight, regia di Ralph Ince (1921)
- The Enchanted Cottage, regia di John S. Robertson (1924)
- Turkish Delight, regia di Paul Sloane (1927)
- Vigilia d'amore (Two Lovers), regia di Fred Niblo (1928)
- Sunny, regia di William A. Seiter (1930) - non accreditato
- Headin' North, regia di John P. McCarthy (1930)
- La beffa dell'amore (Chances), regia di Allan Dwan (1931)
- Il pugnale cinese (The Kennel Murder Case), regia di Michael Curtiz (1933) - non accreditato
- La casa dei Rothschild (The House of Rothschild), regia di Alfred L. Werker (1934)
- Lotta di spie (The Great Impersonation), regia di Alan Crosland (1935)
- Anna Karenina, regia di Clarence Brown (1935)
- California Straight Ahead!, regia di Arthur Lubin (1937)
- La notte ha mille occhi (Night Has a Thousand Eyes), regia di John Farrow (1948)